# Onthophagus kakadu
Onthophagus kakadu là một loài bọ cánh cứng trong họ Bọ hung (Scarabaeidae).